# Liste der osttimoresischen Botschafter in Japan

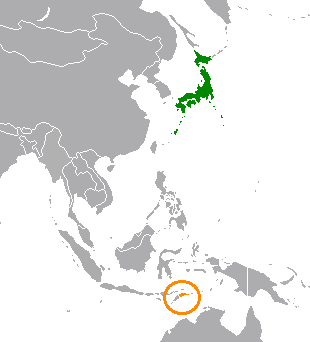
Japan (grün) und Osttimor (orange)

Die Botschaft Osttimors in Japan befindet sich im 8-9-1 Fujimi-Cho, Chiyoda-ku, Tokio, 102-0071, Japan. Sie wurde am 12. Mai 2006 eröffnet.

## Geschichtlicher Hintergrund

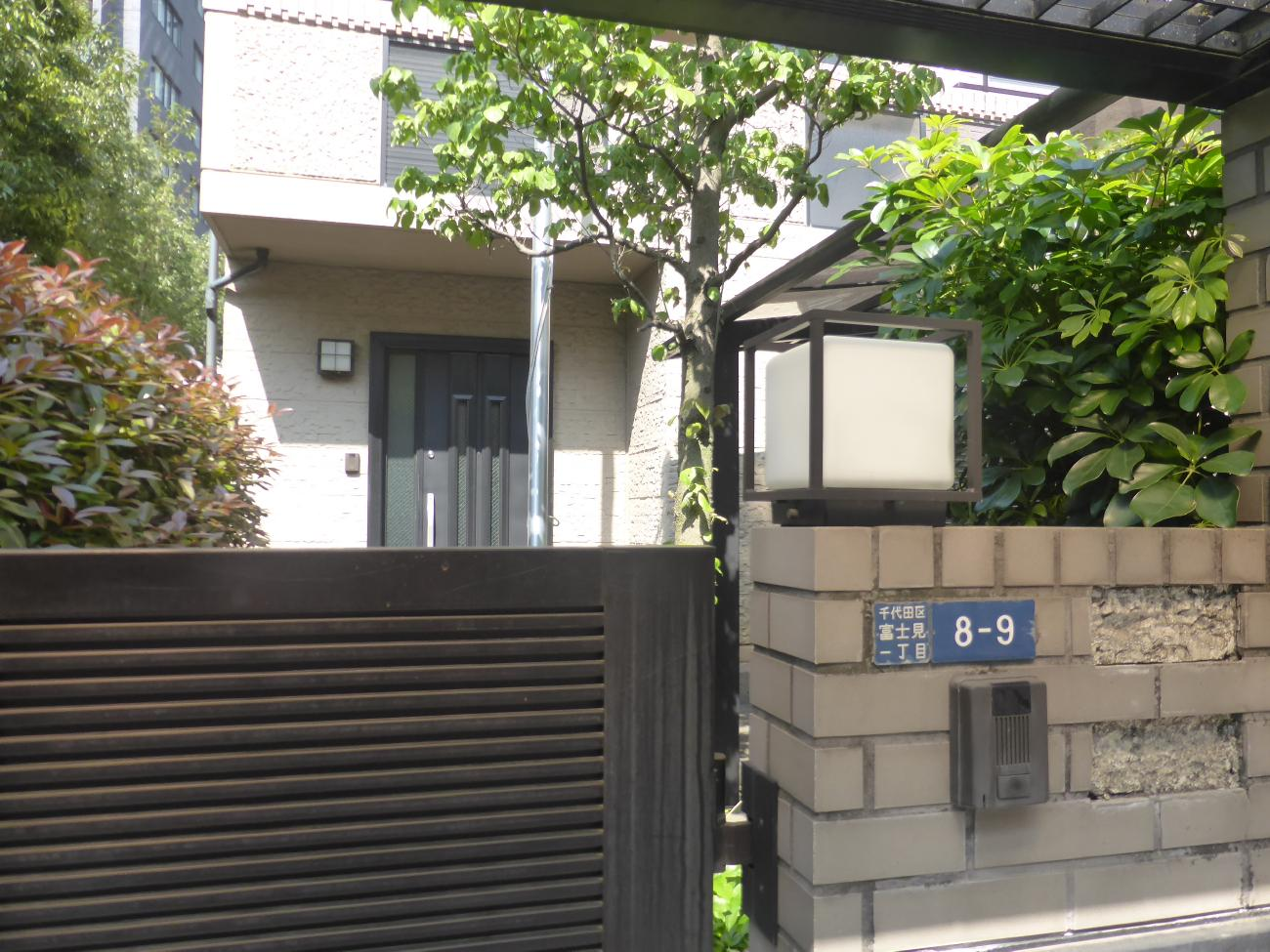
Botschaft Osttimors in Tokio

Schon in der Kolonialzeit gab es Handelsbeziehungen zwischen Japan und Portugiesisch-Timor. Japan war nach Niederländisch-Indien und Portugal der drittgrößten Abnehmer von osttimoresischem Kaffee. Außerdem wurden nach Japan Mais, Manganerz, Kopra, Gummi, Baumwolle und Wachs exportiert. Der Handel mit Japan wurde von der Sociedade Agrícola Pátria e Trabalho (SAPT) organisiert, von der 1940 die japanische Nanyo Kohatsu K. K. 48 % der Anteile kaufte. Die Nan’yō Kōhatsu war ein Unternehmen, das die wirtschaftlichen und politischen Interessen Japans in Südostasien und Ozeanien sichern sollte.
Japanische Truppen besetzten von 1942 bis 1945 die gesamte Insel Timor, obwohl Portugal im Zweiten Weltkrieg ein neutrales Land war. Die Folge war ein Guerillakrieg, den alliierte Truppen gegen die Japaner auf der Insel führten, der als die Schlacht um Timor bekannt wurde. Auf beiden Seiten kämpften auch Timoresen mit. Allein in Portugiesisch-Timor starben zwischen 40.000 und 70.000 Menschen. Die Bevölkerung litt auch unter diversen Gräueltaten der Besatzungstruppen.
Nach der Unabhängigkeit half Japan beim Wiederaufbau Osttimors nach der indonesischen Besetzung (1975–1999). Japan unterstützte Osttimor zwischen 1999 und 2007 mit 210 Millionen US-Dollar, unter anderem bei der Modernisierung der Häfen von Dili und Pante Macassar und beim Bau der ersten Schnellstraße des Landes.
Osttimor kündigte nach dem Tōhoku-Erdbeben 2011 in Japan an, dass es 100 Helfer nach Japan zur Trümmerbeseitigung schicken wolle.

## Liste

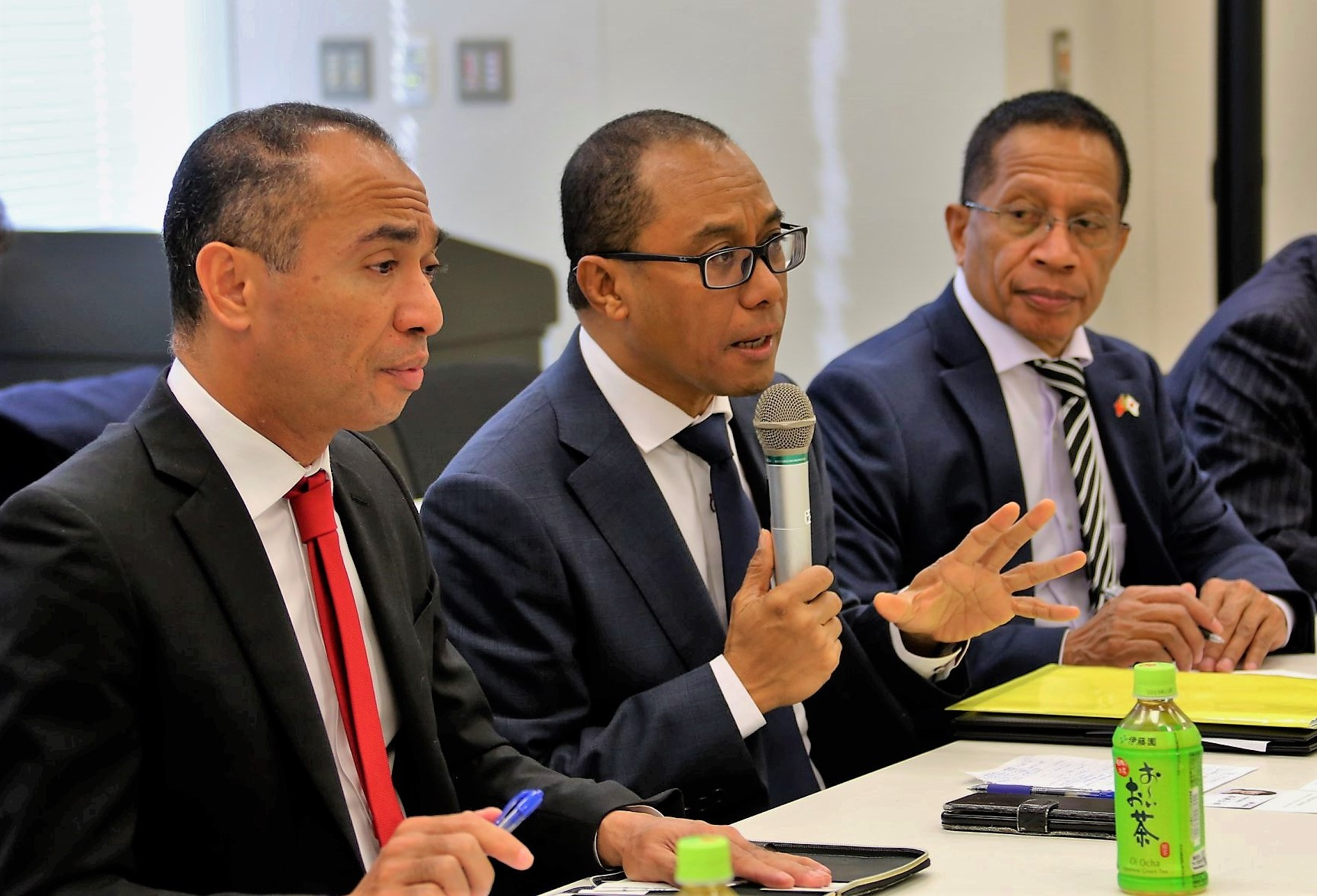
Isílio Coelho (links) und Filomeno Aleixo (rechts) beim Besuch einer timoresischen Delegation in Tokio 2019. In der Mitte Außenminister Dionísio Babo

| Bild | Name                    | Ernennung/Akkreditierung        | Posten verlassen                                                               |
| ---- | ----------------------- | ------------------------------- | ------------------------------------------------------------------------------ |
|      | Domingos Sarmento Alves | 19. September/15. November 2006 | April 2011                                                                     |
|      | Isílio Coelho           | 2011                            | 2016                                                                           |
|      | Filomeno Aleixo         | 2015–2019                       | Amtseinführung: 19. November 2015 In Japan: 6. April 2016 Dienstzeitende: 2019 |
|      | Ilídio Ximenes da Costa | seit 2020                       | Amtseinführung: 28. Januar 2020                                                |